# Maxillaria muscoides
Maxillaria muscoides là một loài thực vật có hoa trong họ Lan. Loài này được J.T.Atwood mô tả khoa học đầu tiên năm 1994.